# Noordelijke groene anaconda
De noordelijke groene anaconda (Eunectes akayima) is een (wurg)slang uit de familie van reuzenslangen. In 2024 is voorgesteld om deze nieuwe ondersoort te onderscheiden van Eunectes murinus, maar deze beslissing is omstreden.

## Naam
De wetenschappelijke naam van de soort werd voor het eerst voorgesteld door een groep van biologen onder leiding van Jesús A. Rivas in 2024. De soortaanduiding akayima is afkomstig uit de inheemse Caribische talen en betekent vrij vertaald 'grote slang'. De uitspraak is ɘkɘyimɘ.

## Ontdekking
In 2024 bleek uit onderzoek dat de noordelijke groene anaconda (Eunectes akiyama) genetisch vrij sterk verschilde van de anaconda (Eunectes murinus), die hetzelfde leefgebied deelt en ook verder naar het zuiden voorkomt. Het verschil van ongeveer 5,5 procent in het mitochondriaal DNA was aanleiding om de noordelijke populaties als een aparte soort te erkennen. Zowel wilde dieren als exemplaren in gevangenschap werden getest, waarbij bloedmonsters werden afgenomen.
Aan het onderzoek werkten vijftien wetenschappers mee: Jesús A. Rivas, Paola De La Quintana, Marco Mancuso, Luis F. Pacheco, Gilson A. Rivas, Sandra Mariotto, David Salazar-Valenzuela, Marcelo Tepeña Baihua, Penti Baihua, Gordon M. Burghardt, Freek J. Vonk, Emil Hernandez, Juán Elías García-Pérez, Bryan G. Fry en Sarah Corey-Rivas.

## Verspreidingsgebied
De slang komt voor in delen van Zuid-Amerika. Het precieze verspreidingsgebied is nog niet bekend, maar op basis van genomen monsters valt te concluderen dat de soort voorkomt in Venezuela, Frans-Guyana, Suriname, Ecuador, noordelijk Brazilië, Guyana en het Caribische eiland Trinidad en Argentinië. 